# Drumul oaselor
Drumul oaselor este un film românesc din 1980, regizat de Doru Năstase. Este primul film din seria Mărgelatu. Rolurile principale sunt interpretate de actorii Florin Piersic, Marga Barbu, Ion Marinescu, Iurie Darie și Ernest Maftei.
Acțiunea filmului se petrece în Muntenia, în perioada de dinaintea Revoluției de la 1848. Un grup de boieri din organizația „Frăția” intră în posesia unei comori rămase de la Tudor Vladimirescu și ascunsă de un bătrân boier patriot sub albia unui râu. Ei străbat un teren secetos din Țara Loviștei, denumit „Drumul oaselor”, pentru a scoate comoara din țară și a o vinde, iar cu banii obținuți să cumpere arme pentru realizarea unei revoluții.
Filmul se află pe locul 15 în topul celor mai vizionate filme românești din toate timpurile după cum atestă un comunicat din 2006 al Uniunii Autorilor și Realizatorilor de Film din România. 

## Rezumat
În Bucureștiul din preajma Revoluției de la 1848, un grup de boieri cu idei progresiste care făceau parte din organizația „Frăția” luptă pentru acordarea de drepturi mai largi către populație. Ei stabilesc o serie de tratative cu bancherul Burkhardt din Sibiu, care este de acord să le dea bani pentru a cumpăra arme cu care să facă o revoluție.
Ca urmare a faptului că Agia ucisese trei căuzași în temniță, membrii „Frăției” îl condamnă la moarte pe aga Villara. Căpitanul Baroncea (Ion Marinescu) și Sturzu (Remus Mărgineanu) organizează un atentat asupra agăi, îl împușcă superficial, dar arnăuții intervin și-l rănesc pe căpitan la umăr. Cei doi sunt salvați de Mărgelatu (Florin Piersic), un om misterios care ședea la un han și bea un rachiu de anason. El fusese chemat în ajutor de ruda sa Moroiu (Ernest Maftei), omul de încredere al boierului Grădișteanu. Cei patru se duc acasă la boierul Pană Grădișteanu (Iurie Darie), unde căpitanului i se oblojește rana. Moroiu se afla în București pentru a-i aduce boierului o scrisoare de la tatăl său.
Tatăl boierului Pană, Stroe Grădișteanu (Toma Dimitriu), cunoaște locul secret unde este ascunsă o comoară din vremea Revoluției lui Tudor Vladimirescu (1821). El dorește să o pună la dispoziție membrilor „Frăției” pentru a cumpăra arme. Averea este râvnită și de Fancu (Constantin Dinulescu), un om de încredere al boierului, care-l otrăvise treptat cu arsenic. Boierul îi dezvăluie lui Fancu locul comorii, dar nu-i menționează acestuia și de existența unei capcane, iar Fancu moare.
Atentatul asupra agăi Villara reprezenta un semnal, iar membrii „Frăției” au la dispoziție zece zile pentru a merge cu odoarele bisericești ale boierului Stroe Grădișteanu la gaterul neamțului Schultz de pe granița cu Transilvania și a le preda împreună cu o jumătate dintr-o scrisoare scrisă de Tudor Vladimirescu unui trimis pe nume Trandafirul galben. Boierul Pană, căpitanul Baroncea, Sturzu, Moroiu și Mărgelatu, cărora li se adaugă și actrița Agatha Slătineanu (Marga Barbu), amanta boierului Pană, reușesc să iasă din București prin barierele păzite de arnăuți. Ei se despart pentru a fi mai greu urmăriți. Boierul Pană și Moroiu se duc la conacul de la Gârtofan, unde îl găsesc pe boierul Stroe pe patul de moarte. Acesta îi dezvăluie fiului său că tezaurul de odoare bisericești se află ascuns într-un puț de sub albia unui râu; el îi dă jumătatea de scrisoare a lui Tudor pe care trebuia să o înmâneze lui Trandafirul galben, acesta din urmă trebuind să spună parola Cozia.
Boierul Pană și Moroiu scot comoara de sub albia râului. Pretextând că boierul Stroe mai avea ceva galbeni îngropați la cuptoarele de vară, Pană îl duce pe Moriu acolo și-l împușcă. El este suprins de Mărgelatu, căpitanul Baroncea și Sturzu. Înfuriați, aceștia vor să-l spânzure, dar Mărgelatu îl salvează spunând că boierul Pană este singurul care cunoaște „Drumul oaselor” din Țara Loviștei. Hărțuiți permanent de aga Villara și de finul său Sfranciog, deoarece domnitorul ceruse ca membrii „Frăției” să fie prinși vii, cei cinci fugari luptă cu căldura, cu foamea și setea, cu epuizarea și cu gloanțele arnăuților. În cele din urmă, ei reușesc să iasă din defileu și să ajungă în munți. Acolo are loc o luptă îndârjită, iar din tabăra revoluționarilor mor căpitanul Baroncea și Sturzu. Ceilalți trei își continuă drumul cu odoarele către gaterul lui Schultz.
Ei înnoptează la o stână de bivoli din munți, iar în timpul nopții boierul Pană încearcă să-l ucidă pe Mărgelatu. Acuzat că a trădat cauza „Frăției”, Mărgelatu îl împușcă și își continuă drumul spre gater împreună cu Agatha, care era de fapt iscoada agăi Villara. Ei înnoptează la gaterul aflat în vârful munților, iar dimineața Agatha fuge cu odoarele pe o plută cu care spera să ajungă în Transilvania. La gater ajung și arnăuții, dar cad într-o capcană plănuită de Mărgelatu.
În final, Mărgelatu recuperează odoarele de la Agatha și se întâlnește pe graniță cu trimișii bancherului Burkhardt din Sibiu. El se recomandă a fi Trandafirul galben și le predă trimișilor odoarele și jumătatea de scrisoare a lui Tudor Vladimirescu.

## Distribuție
- Florin Piersic — Mărgelatu
- Marga Barbu — actrița Agatha Slătineanu
- Ion Marinescu — căpitanul Baroncea, conjurat
- Iurie Darie — boierul Pană Grădișteanu, fiul boierului Stroe
- Remus Mărgineanu — conjuratul Sturzu
- Ernest Maftei — Moroiu, slujitorul boierului Stroe
- Toma Dimitriu — boierul Stroe Grădișteanu
- Petre Gheorghiu-Dolj — aga Villara
- Adrian Ștefănescu — ofițerul de arnăuți Sfranciog, finul agăi
- Ion Besoiu — domnitorul Gheorghe Bibescu
- Constantin Dinulescu — Fancu, omul de încredere al boierului Stroe
- Vasile Constantinescu
- Emil Coșeru — ciobanul Macarie (creditat Emil Coșeriu)
- Traian Stănescu — trimisul bancherului Burkhardt
- Ovidiu Schumacher — admiratorul Agathei
- Nucu Păunescu — preot bătrân
- Costache Diamandi — hangiul Schultz
- Ion Pascu — servitorul cu barbă albă
- Andrei Bursaci — arnăut, șeful postului de pază de la barieră
- Eugen Ungureanu — Borănescu, actorul care-l interpretează pe Hamlet
- Mihai Marta
- Livia Baba — femeia care veghează la mormântul boierului Stroe
- Elena Drăgoi
- Anda Caropol — boieroaica venită de la Golești
- Mitzura Arghezi — boieroaică în vârstă
- Catița Ispas
- Elena Darie
- Liana Ceterchi
- Petre Simionescu
- Virgil Popovici
- Radu Dunăreanu — poetul Cezar Bolliac, conjurat
- Silvia Lambrino
- Dumitru Spuderca
- Aurelian Georgescu
- Ion Colomieț
- Tiberiu Puică
- Alexandru Melinescu
- Gioni Dimitriu
- Dan Dobre
- Jean Polizache
- Doru Dumitrescu
- Octavian Cișman
- Vasile Popa — soldat al Agiei
- Dumitru Crăciun — soldat al Agiei
- Mihai Adrian
- Constantin Păun
- Florin Miculi
- Marian Crăciun
- George Radu Menelas
- Bogdan Stanoevici — participant petrecere (nemenționat)
- Tania Filip — participantă petrecere (nemenționată)
- Aristide Teică — servitor la o cârciumă din București (nemenționat)
- Gilda Marinescu — servitoarea boierului Pană Grădișteanu (nemenționată)
- Ion Crăciun — om al Agiei (nemenționat)

## Personajele principale
În acest film este dezvăluită o parte din viața lui Mărgelatu. Pe când se afla în Transilvania, el a fost prins de austrieci și a făcut parte timp de cinci ani în oastea austriacă. A dezertat de acolo și a trecut granița, fiind cât pe ce să fie prins de ruși. Mărgelatu a ajuns la Galați unde a furat cai și a transportat grâne pe Dunăre. El a fost prins de turci la Belgrad și deținut în beciurile închisorilor din Stanbul. Eliberat, Mărgelatu a vândut arme rebelilor din Egipt, ajungând un fel de pașă pe insula Rodos unde s-a luptat cu turcii. Apoi s-a adăpostit mult prin păduri, fiind închis în cele din urmă la ocnele din Telega, din cauza unei femei (potrivit spuselor sale).
Actrița Agatha Slătineanu își povestește și ea viața în mare parte. Era fiica unui negustor bogat din Brăila, care avea multe silozuri de grâne; tatăl ei era bețiv, „muieratic” și jucător pasionat de faraon. Mama ei a murit din cauza supărării, iar tatăl ei s-a împușcat la un joc de cărți. Agatha avea vârsta de 12 ani atunci când a rămas orfană. A fost luată apoi de un unchi care a siluit-o. Ea a fugit și a vrut să se arunce în Dunăre, dar a fost salvată de niște actori ambulanți. S-a amorezat de un actor bătrân și a cutreierat o mare parte din Europa.

## Producție
Scenariul filmului a fost scris de Eugen Barbu și Nicolae Paul Mihail. Romancierul Eugen Barbu era autorul scenariilor celor șase filme din seria Haiducii (1966-1971), pe care le-a scris în colaborare cu Mihai Opriș (toate filmele), cu Nicolae Paul Mihail (primul film) și cu Dinu Cocea (filmele 2, 3 și 6). Filmele din seria Haiducii au avut parte de un mare succes la public, iar Eugen Barbu a scris, împreună cu Nicolae Paul Mihail, scenariile pentru alte șase filme dintr-o serie nouă, denumită seria Mărgelatu.
Realizarea primului film din serie, Drumul oaselor, i-a fost încredințată regizorului Doru Năstase, care regizase cu succes cu un an în urmă filmul Vlad Țepeș. Filmul a fost realizat în studiourile Centrului de Producție Cinematografică București. Muzica este interpretată de Orchestra Radioteleviziunii Române dirijată de Sile Dinicu.
Inițial, Florin Piersic trebuia să-l interpreteze în film pe boierul Pană Grădișteanu. El a slăbit și și-a lăsat barbă și mustață pentru acest rol, schimbându-și atât de mult înfățișarea astfel încât atunci când scenaristul Eugen Barbu l-a văzut i-a încredințat rolul Mărgelatu.  În scena de la începutul filmului, personajul care apare călare într-un galop nebun, stârnind praful în urma sa, nu este Florin Piersic, ci actorul Adrian Ștefănescu, care a interpretat în film rolul lui Sfranciog. După cum susține acesta din urmă, Piersic nu a putut ajunge în acea zi la filmări în Munții Măcinului, iar scena a fost filmată cu Adrian Ștefănescu. Personajul poartă o pălărie cu borul pe ochi, iar imaginea genericului este mai neclar. 
Pistolul cu mai multe țevi al lui Mărgelatu a fost găsit de Doru Năstase la o expoziție de obiecte de epocă românești. S-au realizat multe demersuri pentru a-l procura, iar arma a fost încredințată Studiourilor Buftea pentru a fi folosit la filmări, iar apoi a fost returnată. Mâncatul semințelor de floarea soarelui de către Mărgelatu este o caracteristică atribuită personajului de însuși Florin Piersic. Actorul a primit de la niște copii semințe de floarea soarelui și a fost văzut de regizor pe când arunca de la distanță semințe în gură. Regizorul i-a sugerat să tragă o dublă. 

## Recepție
Filmul Drumul oaselor a avut premiera la Cinematograful „Patria” din București, având parte de un mare succes de public la cinematografele din România și fiind vizionat de 6.587.320 de spectatori, după cum atestă o situație a numărului de spectatori înregistrat de filmele românești de la data premierei și până la data de 31.12.2007 alcătuită de Centrul Național al Cinematografiei.  El se află astfel pe locul 15 în topul celor mai vizionate film românești din toate timpurile după cum atestă un comunicat din 2006 al Uniunii Autorilor și Realizatorilor de Film din România. 

### Premii
Actorul Florin Piersic a fost distins în anul 1980 cu Premiul pentru interpretare masculină al Asociației Cineaștilor din România (ACIN) pentru rolul Mărgelatu din filmul Drumul oaselor și Cuza Vodă din filmul Rug și flacără.  De asemenea, inginerul Silviu Camil a primit Premiul pentru coloană sonoră al ACIN pentru activitatea sa la filmele Probă de microfon, Burebista, Mireasa din tren și Drumul oaselor. 

### Aprecieri critice
În „Istoria filmului românesc (1897-2000)”, criticul Călin Căliman afirma că Drumul oaselor este „un film îndrăzneț”, „realizat în condiții mai mult decât onorabile”, cu un personaj antologic (Mărgelatu) și cu alte personaje perfect conturate, interpretate de Marga Barbu, Ion Marinescu, Iurie Darie, Remus Mărgineanu și alții. 
Criticul Ion Țuțui a remarcat colaborarea la acest film a unei echipe experimentate în filmele cu haiduci (scenaristul Eugen Barbu, actorii Florin Piersic, Marga Barbu și Ion Besoiu) cu un regizor specializat în filme istorice (Doru Năstase). Ei au reconstituit cu farmec aventuri petrecute la începutul secolului al XIX-lea impunând „un ciclu care îl va face pe Mărgelatu nemuritor”.  Mărgelatu a devenit astfel un personaj celebru, iar Eva Sârbu îl denumea, la premiera filmului, un „personaj fără îndoială unic nu numai în filmografia actorului, dar și în ceea ce numim galeria personajelor de film românesc”. 
Criticul Tudor Caranfil a dat filmului două stele din cinci și a făcut următorul comentariu: „Un grup al „Frăției” pașoptiste preia o comoară a lui Tudor din Vladimiri pentru a o schimba, pe arme, la Sibiu, în luptă cu arnăuții și cu propriile lor tentații. Reconstituire a societății românești, de la mijlocul secolului XIX, cu puternic parfum de western-spaghetti. Cel mai dinamic episod din seria scrisă de Eugen Barbu, în colaborare cu N. Paul Mihail (continuată cu Trandafirul galben, Misterele Bucureștilor, Colierul de turcoaze și Totul se plătește), în care își face debutul Mărgelatu, personaj enigmatic, „cavaler al norocului” venit de niciunde, jumătate haiduc, jumătate revoluționar de profesie. Bună alegere a spațiilor de filmare într-o geografie a groazei, printre vulcani noroioși, scene de acțiune profesional puse în cadru, dialoguri consistente, când nu sunt umbrite de arhaism ostentativ, și amplu comentariu muzical al compozitorului George Grigoriu, solicitat pe durata întregului serial. Secv rapel: o reprezentație, la sala Bossel, cu „Amlet, prințu de la Dania”, din care lipsește histrionismul, ce ar fi putut spori relieful secvenței. Aproape 6 milioane de spectatori în reluări succesive.”. El a lăudat alegerea bună a spațiilor de filmare, regizarea profesionistă a scenelor de acțiune, dialogurile consistente și ilustrația sonoră a compozitorului George Grigoriu.

## Galerie
Locuri de filmare

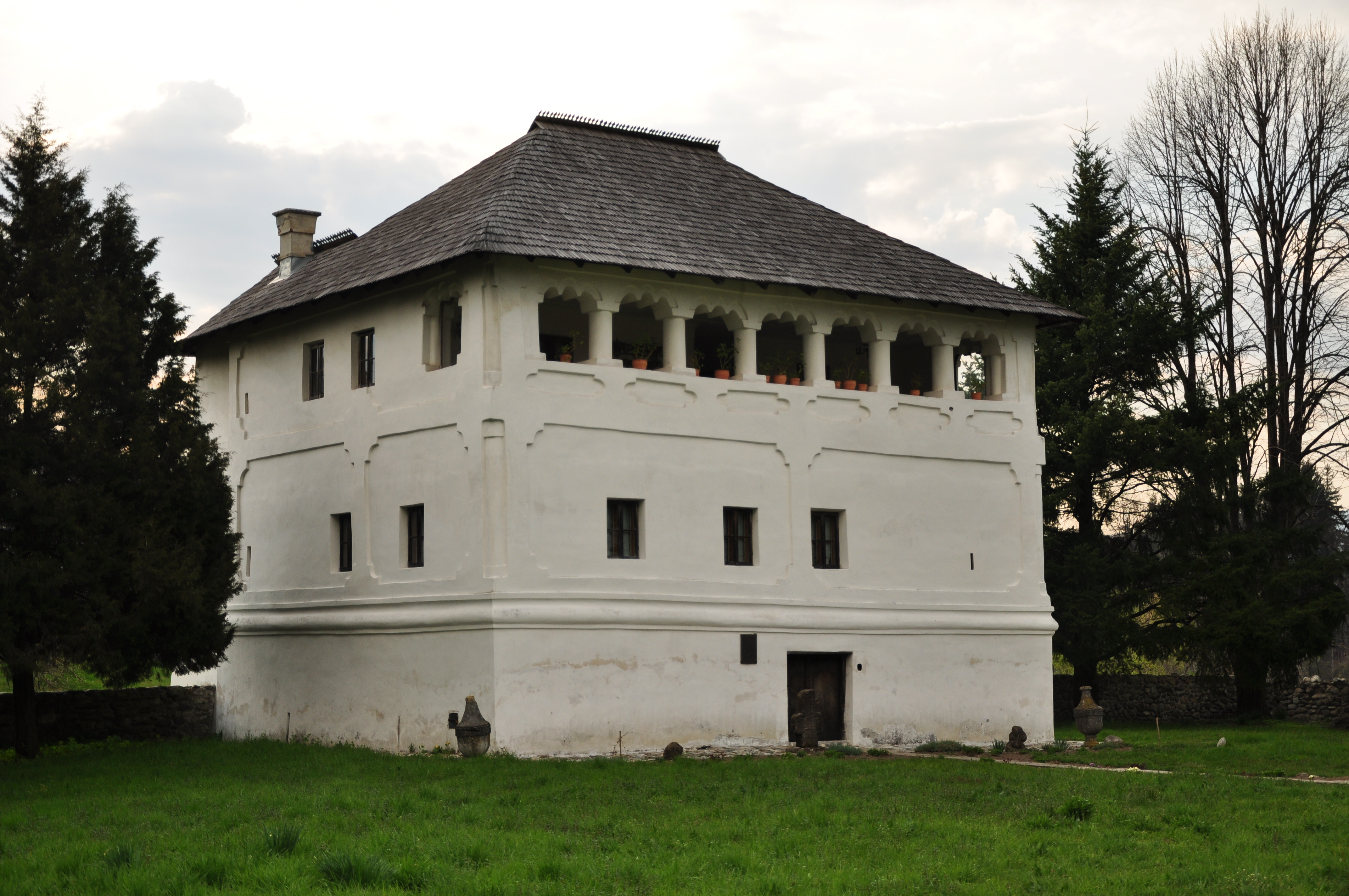
Cula Duca de la Măldărești
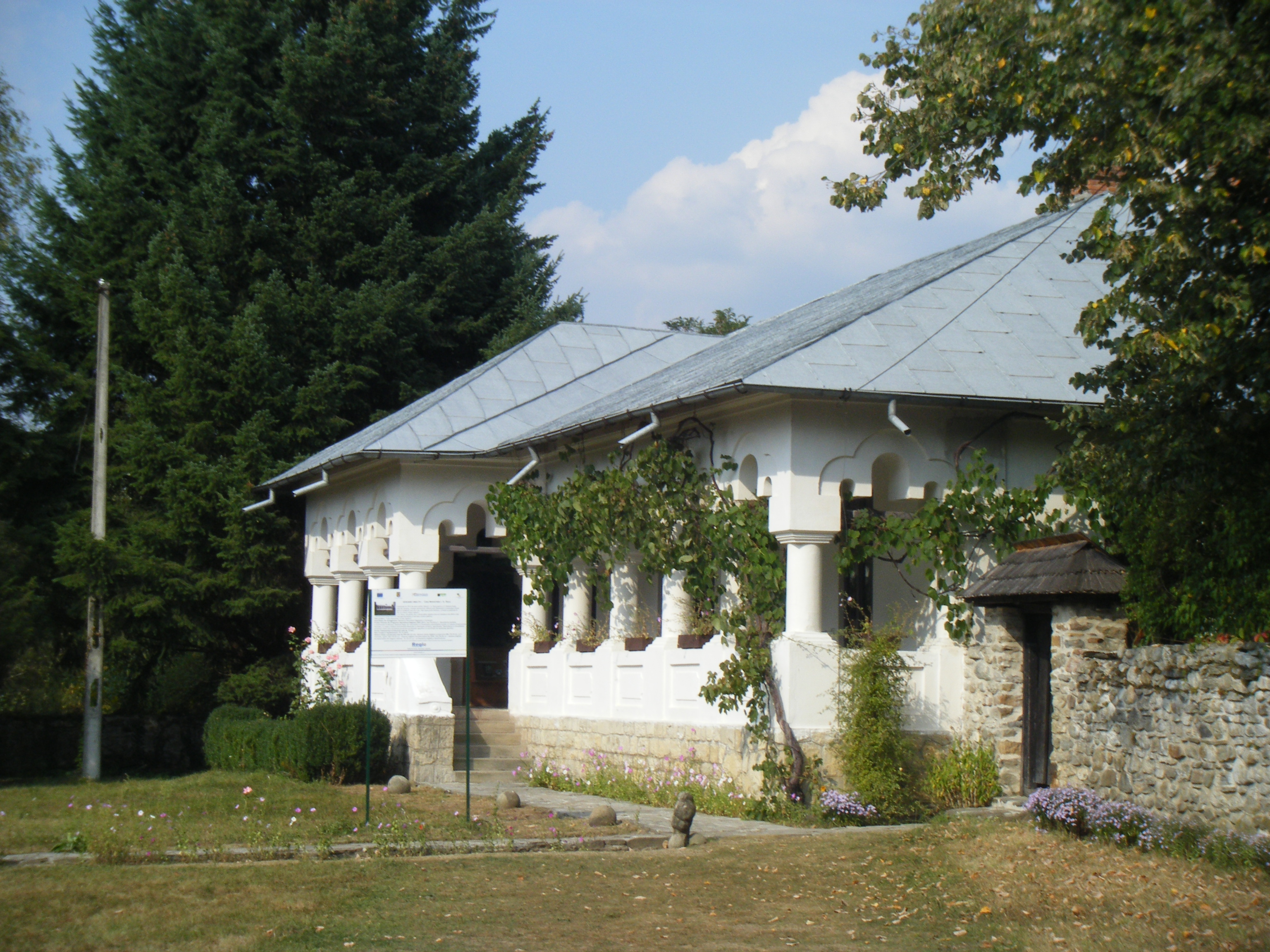
Casa de vară a lui I.Gh. Duca de la Măldărești
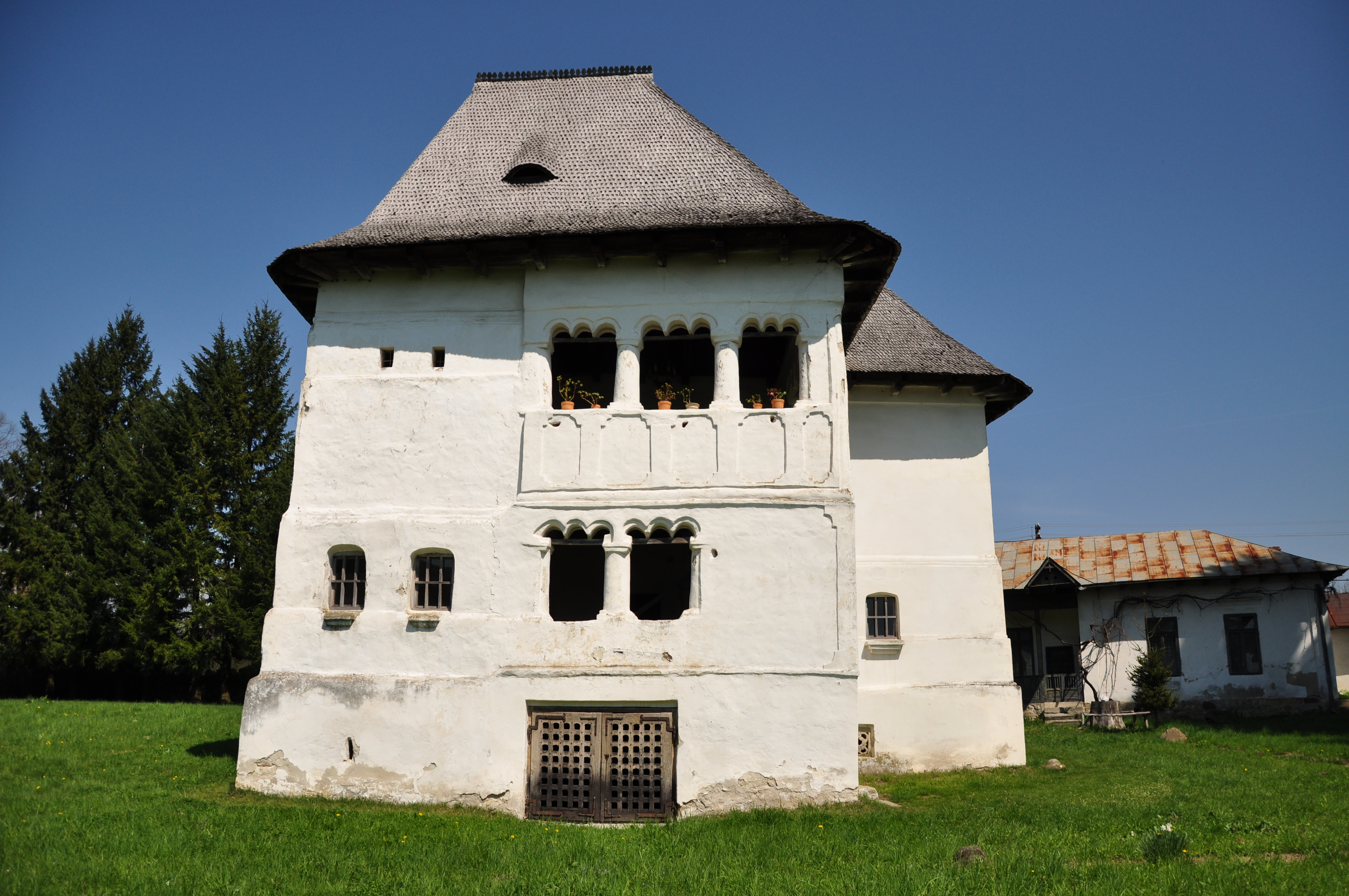
Cula Greceanu de la Măldărești